# Altenstädter Warte
Koordinaten: 51° 16′ 1″ N, 9° 10′ 24″ O
Die Altenstädter Warte, auch Naumburger Warte oder einfach die Warte genannt, ist der Stumpf einer im 14. Jahrhundert nahe der damaligen Gemarkungsgrenze der kurmainzischen Stadt Naumburg in Nordhessen errichteten Warte, der heute als Aussichtsturm genutzt wird.

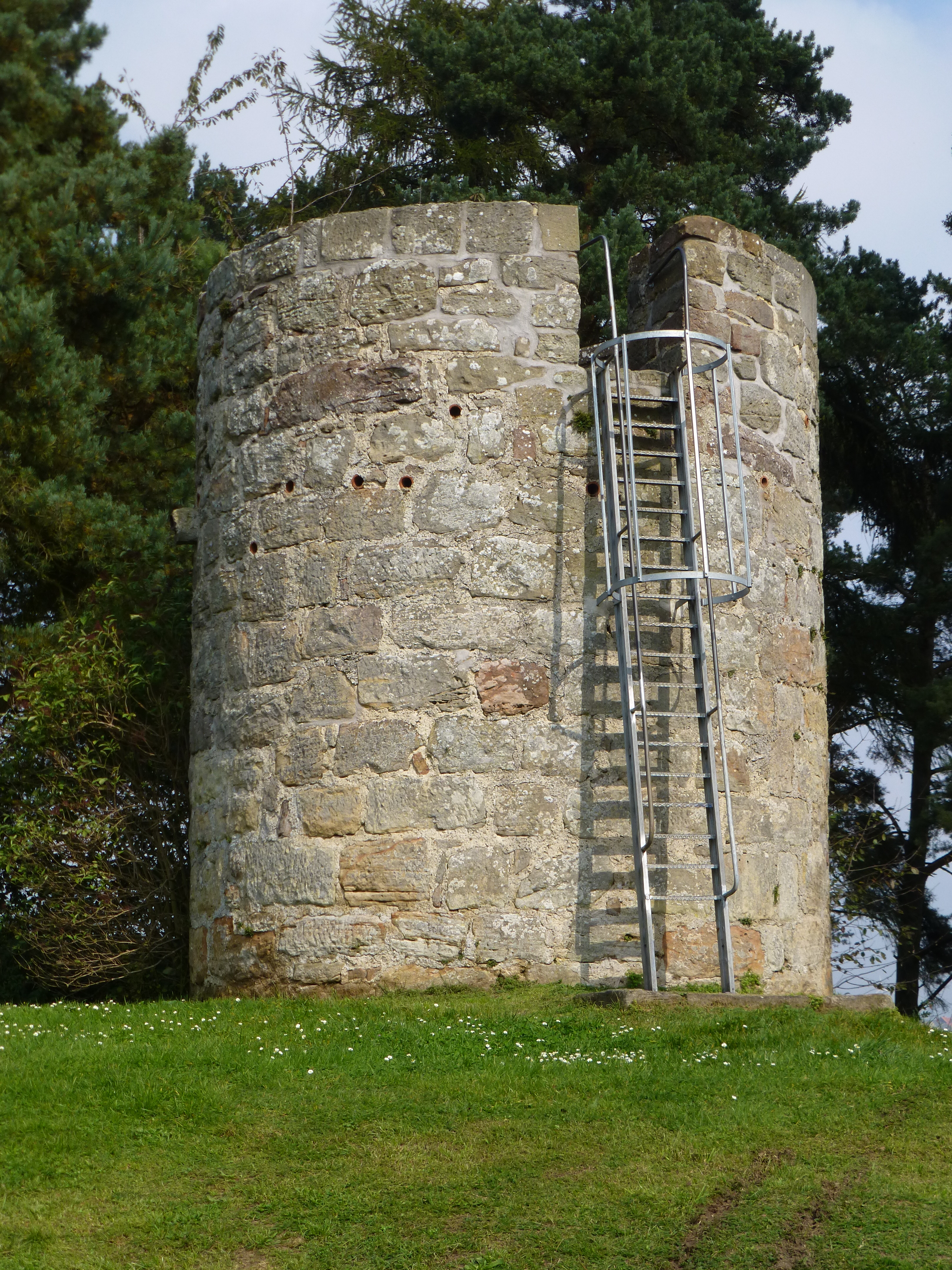
Die Altenstädter Warte

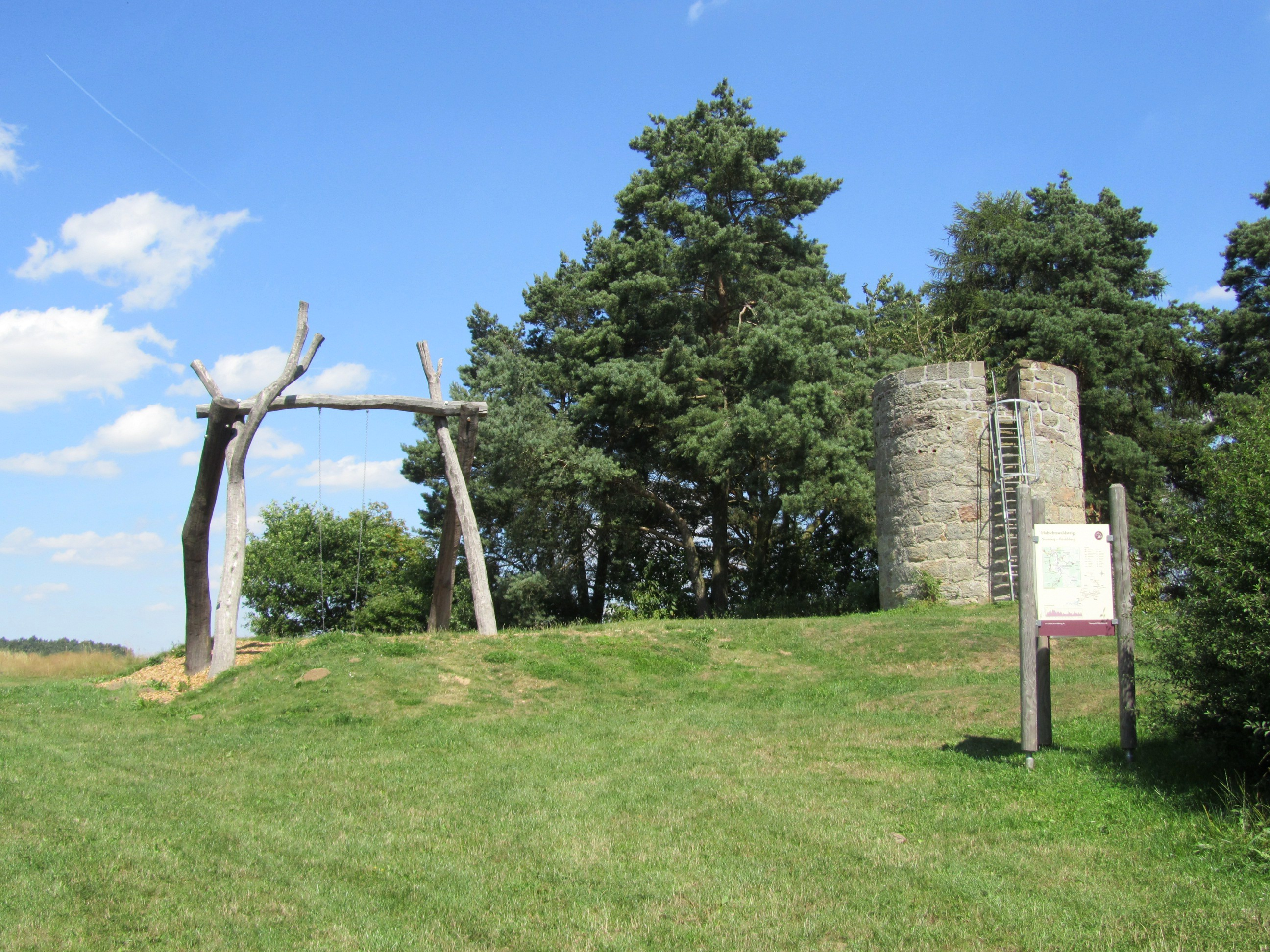
Die Altenstädter Warte und die Himmelsschaukel

Der etwa 4,80 m hohe Turm steht 1,5 km südwestlich von Altenstädt, unmittelbar westlich des „Naumburger Pfads“, auf 346 m Höhe am and einer Baumgruppe auf dem südöstlichen Ende eines Höhenrückens rund 2 m nördlich der Kernstadt Naumburg. Die Landesstraße L 3215 von Naumburg nach Altenstädt verläuft etwa 600 m östlich vorbei. Die Wüstung Bolkinhagen liegt etwa 400 m südwestlich.
Der Rundturm hat ca. 3,50 m Durchmesser und ist aus Bruchsteinen gemauert. Er ist der einzig übriggebliebene von einst fünf die Stadt Naumburg umgebenden Warttürmen, die im 14. Jahrhundert errichtet wurden.
Heute führt eine 18-sprossige Stahlleiter an der Außenseite des Turms zu der (nicht überdachten) Aussichtsplattform. Von dort hat man einen weiten und schönen Ausblick auf die Kernstadt Naumburg und ins weite Umland.
Unmittelbar neben dem Turm befindet sich ein Wanderrastplatz mit zwei Tischgruppen am hier vorbeiführenden Premiumwanderweg Habichtswaldsteig. Seit 2011 gibt es dort an dem zum „Märchenrastplatz“ eingerichteten Platz außerdem eine sogenannte „Himmelsschaukel“, eine monumentale Schaukel aus fünf miteinander verschraubten Eichenstämmen, zwei Kettensträngen und einem Sitz aus Kunststoff.